# Untold Story, Vol. 2
Untold Story, Vol. 2 è un album in studio indipendente del rapper statunitense The Game, pubblicato nel 2005.

## Tracce
1. Fuck wit Me (feat. JT the Bigga Figga) – 3:23
2. For My Gangstaz – 4:03
3. Money Over Bitches (feat. JT the Bigga Figga) – 3:54
4. I'm a Mobsta (feat. Young Menace) – 3:44
5. Business Never Personal (feat. Blue Chip) – 2:32
6. Eat Ya Beats Alive (feat. JT the Bigga Figga) – 3:33
7. Troublesome – 3:14
8. Just Beginning (Where I'm From) – 3:09
9. Born and Raised in Compton (Raised as a G) – 2:39
10. We Are the Hustlaz (feat. Blue Chip & Sean T) – 3:32
11. Walk Thru the Sky – 1:45
12. Truth Rap (feat. JT the Bigga Figga) – 3:50
13. Drop Ya Thangs (feat. JT the Bigga Figga) – 4:28
14. The Game Get Live (feat. JT the Bigga Figga) – 3:53